# Pam Teeguarden

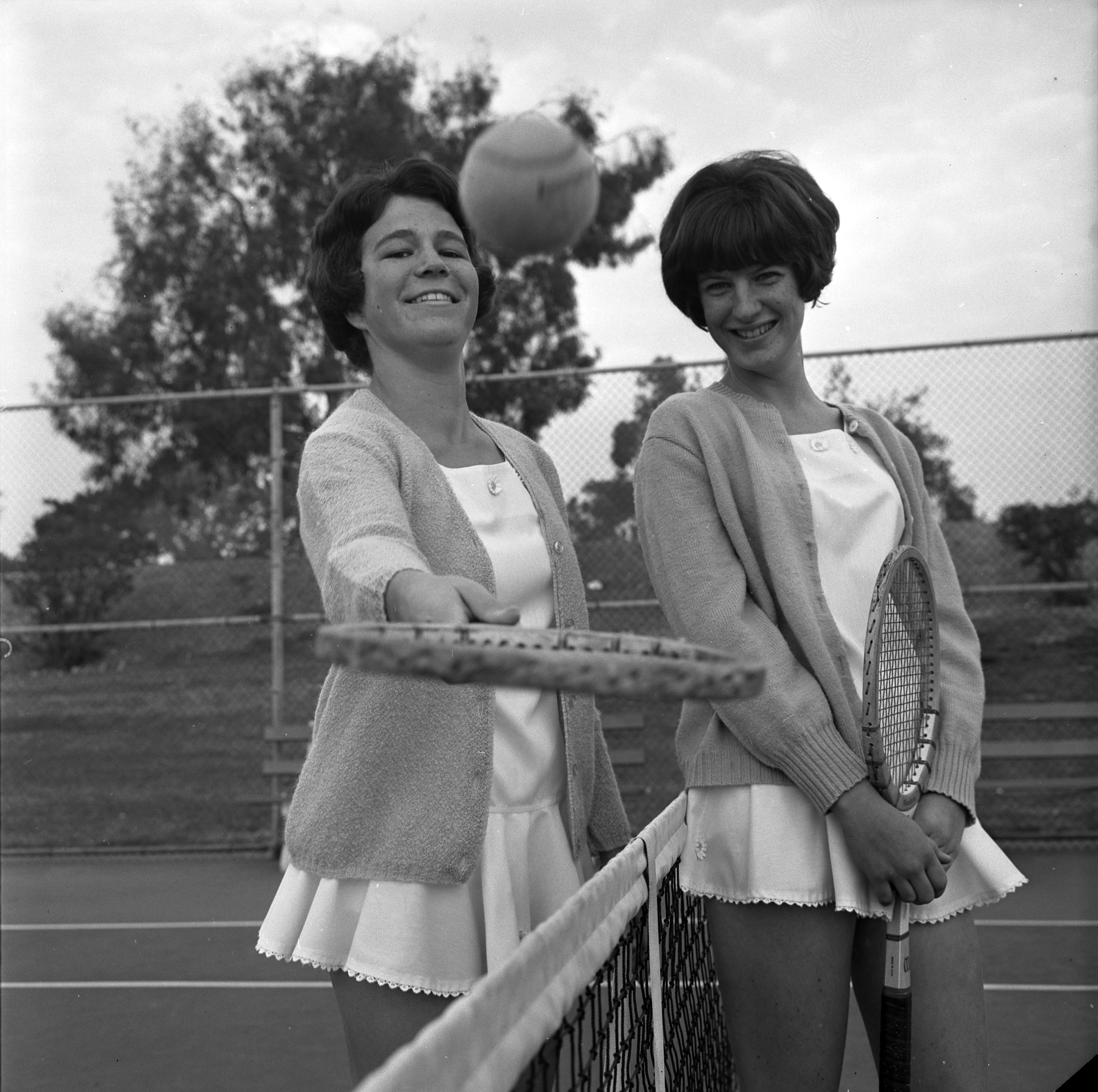
Peggy Michel (links) und Pam Teeguarden, 1965

Pam Teeguarden (* 19. April 1951) ist eine ehemalige US-amerikanische Tennisspielerin. 

## Karriere
Teeguarden gewann 1977 mit ihrer Doppelpartnerin, der Tschechoslowakin Regina Maršíková, die Konkurrenz im Damendoppel der French Open. Sie besiegten im Endspiel Rayni Fox und Helen Gourlay in drei Sätzen mit 5:7, 6:4, 6:2. Zuvor hatte die US-Amerikanerin bereits mit dem Australier Geoff Masters den Titel im Mixed bei den US Open gewonnen. Im Finale besiegten die beiden 1974 Chris Evert und Jimmy Connors mit 6:1, 7:6.

## Grand-Slam-Titel

### Doppel
| Jahr | Turnier     | Partnerin        | Finalgegnerinnen        | Ergebnis      |
| 1977 | French Open | Regina Maršíková | Rayni Fox Helen Gourlay | 5:7, 6:4, 6:2 |

### Mixed
| Jahr | Turnier | Partner       | Finalgegner               | Ergebnis |
| 1974 | US Open | Geoff Masters | Chris Evert Jimmy Connors | 6:1, 7:6 |